# Bertrand Russell
Vous lisez un « article de qualité » labellisé en 2022.
Pour les articles homonymes, voir Russell.
Bertrand Arthur William Russell, 3e comte Russell, né le 18 mai 1872 à Trellech (Monmouthshire) et mort le 2 février 1970 près de Penrhyndeudraeth (pays de Galles), est un mathématicien, logicien, philosophe, épistémologue, homme politique et moraliste britannique.
Russell est considéré comme l'un des philosophes les plus importants du XXe siècle. Sa pensée peut être présentée selon trois grands axes : la logique, la philosophie analytique et l'éthique.
Russell est, avec Frege, l'un des fondateurs de la logique contemporaine qui fait de cette dernière le fondement des mathématiques. Son ouvrage majeur, écrit avec Alfred North Whitehead, a pour titre Principia Mathematica. À la suite des travaux d'axiomatisation de l'arithmétique de Peano, Russell a tenté d'appliquer ses propres travaux de logique à la question du fondement des mathématiques (cf. logicisme).
Il soutient l'idée d'une philosophie scientifique et propose d'appliquer l'analyse logique aux problèmes traditionnels, tels que l'analyse de l'esprit, de la matière (problème corps-esprit), de la connaissance, ou encore de l'existence du monde extérieur. Il est ainsi le père de la philosophie analytique.
Il écrit des ouvrages philosophiques dans une langue simple et accessible, en vue de faire partager sa conception d'une philosophie rationaliste œuvrant pour la paix et l'amour. Il s'engage dans de nombreuses polémiques qui lui valent le qualificatif de « Voltaire anglais » ou de « Voltaire du XXe siècle », défend des idées proches du socialisme de tendance libertaire et milite également contre toutes les formes de religion, considérant qu'elles sont des systèmes de cruauté inspirés par la peur et l'ignorance. Il organise le tribunal Sartre-Russell contre les crimes commis pendant la guerre du Viêt Nam.
Son œuvre est couronnée par le prix Nobel de littérature en 1950, « en reconnaissance des divers écrits, toujours de premier plan, qui le posent en champion des idéaux humanistes et de la liberté de pensée ».

## Biographie

### Famille

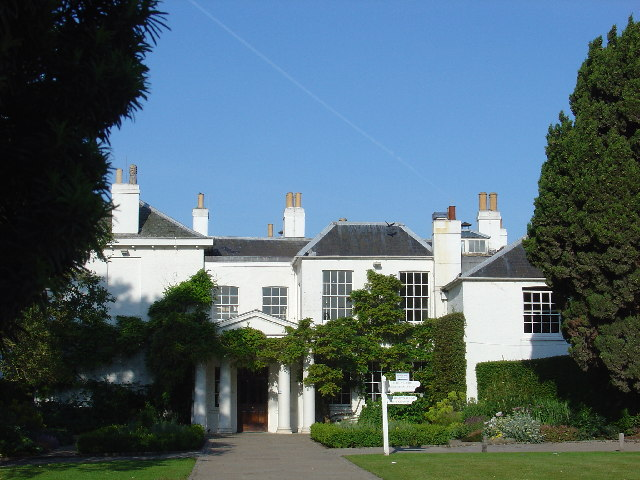
La maison d'enfance de Bertrand Russell, à Pembroke Lodge, dans le Richmond Park, à Londres.

Russell fait partie d'une famille influente et libérale de l'aristocratie britannique. Ses parents, le vicomte et la vicomtesse Amberley, sont d'idées et de mœurs radicales. C'est ainsi que Lord Amberley consent à la liaison de son épouse avec le tuteur de leurs enfants, le biologiste Douglas Spalding. Tous deux sont aussi parmi les premiers défenseurs de la contraception à une époque où cela est considéré comme scandaleux. L'athéisme de Lord Amberley se fait ressentir lorsqu'il demande au philosophe John Stuart Mill d'être le parrain laïque de Russell. Sa marraine est Helen Taylor, fille d'Harriet Taylor Mill et belle-fille de Mill. Ce dernier meurt l'année qui suit la naissance de son filleul mais ses écrits ont une grande influence sur la vie de Russell. Lady Amberley est la fille de Lord et de Lady Stanley d'Alderley.
Son grand-père paternel, le comte John Russell, sert à deux reprises la reine Victoria en tant que Premier ministre dans les années 1840 et 1860. Les Russell, dont les ancêtres ont participé à tous les grands événements politiques de l'histoire anglaise ― de la dissolution des monastères en 1536-1540 à la Glorieuse Révolution en 1688-1689 et au Reform Act de 1832 ―, sont alors considérés comme l'une des plus grandes familles britanniques whig. Russell craint souvent les railleries de sa grand-mère maternelle, l'une des militantes pour l'éducation des femmes.

### Enfance et jeunesse

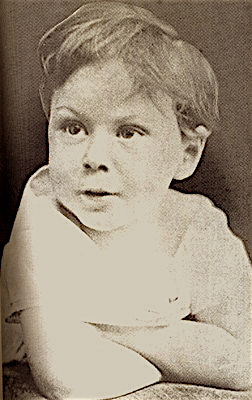
Bertrand Russell à l'âge de quatre ans.

Russell a un frère, Francis (son aîné de plus de sept ans), et une sœur, Rachel (de quatre ans son aînée). Il perd sa mère et sa sœur en 1874, puis son père en 1876. Francis et Bertrand sont alors placés sous la garde de leurs grands-parents paternels victoriens, qui vivent à Pembroke Lodge, un logement de fonction attribué par la reine Victoria et situé dans Richmond Park. Son grand-père, l'ancien Premier ministre John Russell, meurt en 1878 ; Russell garde de lui le souvenir d'un vieillard aimable en fauteuil roulant. Sa grand-mère, la comtesse Russell (née Lady Frances Elliot), devient alors la principale figure de la famille pour le reste de l'enfance et de la jeunesse de Russell.
La comtesse exige que les enfants soient élevés comme agnostiques. En dépit de son conservatisme religieux, elle professe des opinions progressistes dans d'autres domaines (acceptant le darwinisme et soutenant le Irish Home Rule) et influence la perspective de Bertrand Russell sur la justice sociale, ainsi que la défense de ses principes tout au long de sa vie. Son verset préféré de la Bible, « Tu ne suivras point la multitude pour faire le mal » (Exode 23:2), devient sa devise. L'atmosphère à Pembroke Lodge est religieuse, chargée de restriction émotionnelle et de formalisme ; Francis réagit à cela en se rebellant ouvertement, mais le jeune Bertrand apprend à cacher ses sentiments.
L'adolescence de Russell est très solitaire. Il est éduqué à la maison par des précepteurs et passe de nombreuses heures dans la bibliothèque de feu Lord Russell. Sujet à des pulsions suicidaires, il écrit dans son autobiographie que ses intérêts les plus vifs se trouvaient dans la religion et les mathématiques, et que seul son désir de connaissances mathématiques supplémentaires l'a écarté du suicide. Quand Russell a onze ans, son frère Francis l'initie à l'œuvre d'Euclide, ce qui bouleverse sa vie.
Durant ces années de formation, il découvre également les écrits de Percy Bysshe Shelley. Dans son autobiographie, il écrit : « J'employai dès lors mes loisirs à le lire et à l'apprendre par cœur. Ne connaissant personne à qui confier mes pensées et mes sentiments, je songeais qu'il aurait été merveilleux d'avoir pour confident Shelley, et je me demandais si je rencontrerais jamais parmi les vivants quelqu'un avec qui je pourrais sympathiser aussi pleinement. » Russell affirme qu'à partir de l'âge de 15 ans, il passe beaucoup de temps à réfléchir à la validité du dogme religieux chrétien, qu'il trouve très peu convaincant. Il arrive alors à la conclusion qu'il n'existe pas de libre arbitre et, deux ans plus tard, qu'il n'y a pas de vie après la mort. Enfin, à l'âge de 18 ans, il abandonne l'argument de la « première Cause » et devient athée.

### Université et premier mariage

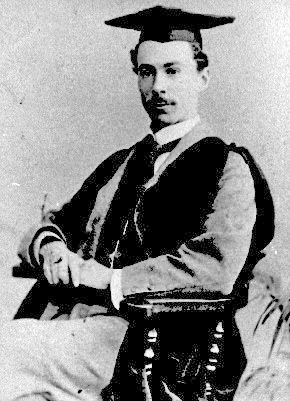
Portait de Bertrand Russell en 1893 lors de la remise de ses diplômes de mathématiques et de philosophie à Cambridge.

Russell obtient une bourse pour le Tripos de mathématiques au Trinity College de Cambridge, où il entame ses études en 1890. À l'université, il prend comme entraîneur mathématique Robert Rumsey Webb et fait la connaissance du jeune George Edward Moore. Il est en outre fortement influencé par Alfred North Whitehead qui le recommande aux Cambridge Apostles. Bientôt, Russell se distingue en mathématiques et en philosophie, se classant au rang de septième Wrangler en 1893 et obtenant le grade de fellow en 1895,. À l'été 1889, Russell, âgé de dix-sept ans, rencontre la famille d'Alys Pearsall Smith, une quaker américaine qui a cinq ans de plus que lui. Il devient un ami de la famille Pearsall Smith et voyage avec eux sur le continent ; c'est en leur compagnie que Russell visite l'Exposition universelle de 1889 et monte sur la tour Eiffel peu de temps après la fin de sa construction.
Très vite, il s'éprend de la puritaine Alys, elle-même diplômée du Collège Bryn Mawr, près de Philadelphie, et, contre la volonté de sa grand-mère, l'épouse le 13 décembre 1894. Leur mariage commence à se défaire dès 1901, lorsque Russell, au cours d'une promenade à bicyclette, réalise qu'il ne l'aime plus. Cependant, Alys l'ayant interrogé sur ce point, il refuse de le lui avouer. Russell déteste la mère d'Alys, qu'il trouve dominatrice et cruelle. Il finit par divorcer en 1921 après une longue période de séparation. Dans le même temps, Russell entretient des relations passionnées (et souvent simultanées) avec un certain nombre de femmes, parmi lesquelles Lady Ottoline Morrell et l'actrice Constance Malleson. D'autres sources font état d'une possible liaison avec Vivienne Haigh-Wood, institutrice et écrivaine anglaise et première épouse de T. S. Eliot.

### Début de carrière

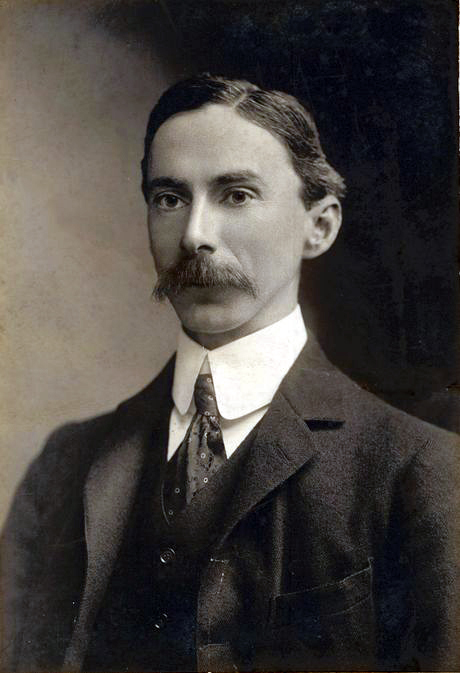
Russell en 1907.

Russell publie en 1896 son premier ouvrage, intitulé German Social Democracy (Démocratie sociale allemande). Cette étude à caractère politique est l'une des manifestations les plus précoces de l'intérêt qu'il porte jusqu'à la fin de sa vie pour la théorie politique et sociale. En 1896, il enseigne la German Social Democracy à la London School of Economics. Il est membre du Coefficients club mis en place en 1902 par les militants de la Fabian Society, Sidney et Beatrice Webb.
Il entreprend ensuite une étude détaillée des fondements des mathématiques au Trinity College de Cambridge. En 1898, il écrit An Essay on the Foundations of Geometry qui traite des métriques de Cayley-Klein utilisées en géométrie non euclidienne. Il assiste au Congrès mondial de philosophie à Paris en 1900, où il rencontre Giuseppe Peano et Alessandro Padoa. Ces derniers répondent à Georg Cantor, faisant de la théorie des ensembles une science ; ils transmettent à Russell leurs travaux, et notamment le Formulario mathematico. Russell est impressionné par la précision des arguments de Peano au Congrès et se lance dans cette littérature dès son retour en Angleterre. Il découvre alors le paradoxe qui porte son nom. En 1903, il publie The Principles of Mathematics, un ouvrage sur les fondements des mathématiques. À l'âge de 29 ans, en février 1901, Russell subit ce qu'il appelle une « sorte d'illumination mystique », après avoir vu la souffrance aiguë de la femme de Whitehead lors d'une attaque d'angine de poitrine. « Je me suis retrouvé rempli de sentiments semi-mystiques sur la beauté […] et avec un désir presque aussi profond que celui du Bouddha de trouver une philosophie qui devrait rendre la vie humaine supportable », se souvient plus tard Russell. « Au bout de ces cinq minutes, je suis devenu une personne complètement différente. »

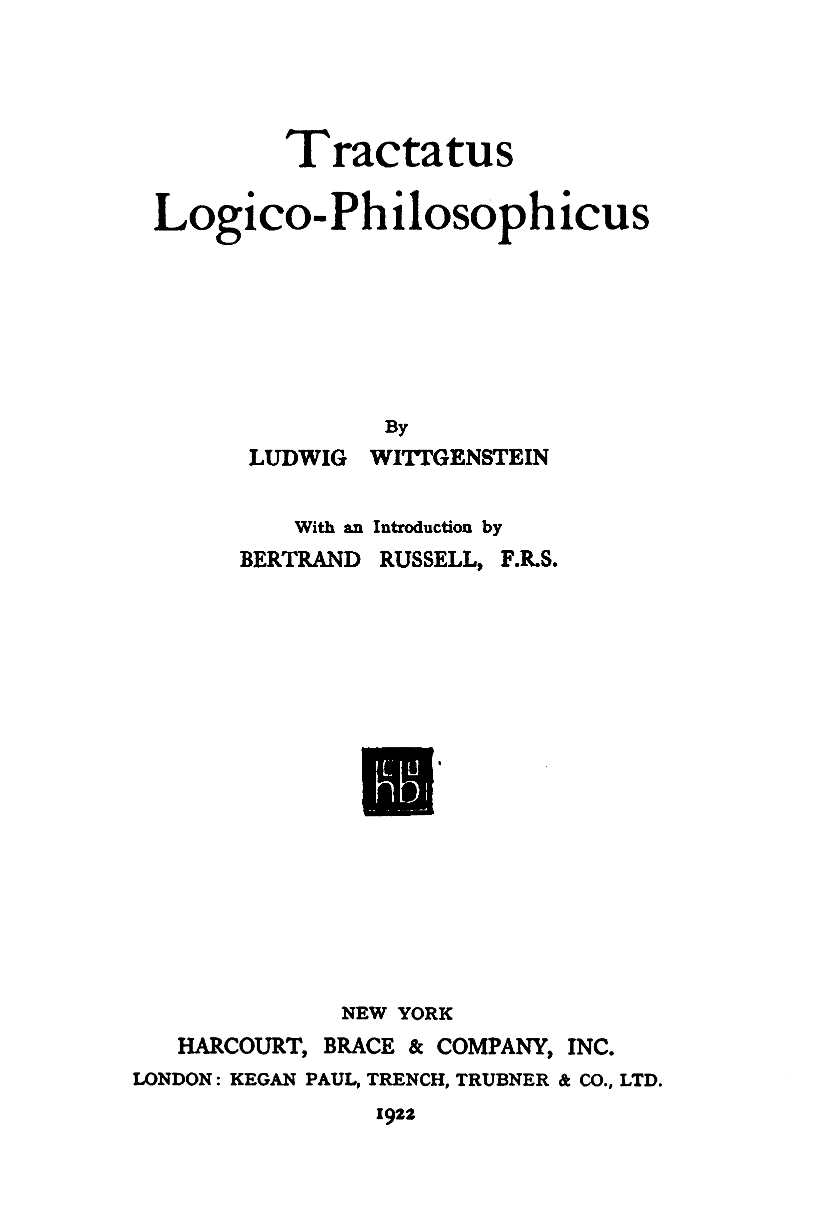
Russell préface le Tractatus logico-philosophicus de son élève Lugwig Wittgenstein publié en 1922.

En 1905, il écrit l'essai De la dénotation qui est publié dans la revue philosophique Mind. Russell est élu fellow de la Royal Society (FRS) en 1908,. Les Principia Mathematica, œuvre en trois volumes écrite en collaboration avec Whitehead, sont édités entre 1910 et 1913. Ce travail, avec The Principles of Mathematics, confère très vite à Russell une réputation mondiale dans son domaine.
En 1910, il devient professeur à l'université de Cambridge, où il est approché par l'étudiant autrichien Ludwig Wittgenstein, qui devient son doctorant. Russell considère Wittgenstein comme un génie et un successeur susceptible de poursuivre ses recherches sur la logique. Il passe des heures à s'occuper des diverses phobies de Wittgenstein et de ses épisodes fréquents de dépressions. Même si cela constitue souvent pour lui une perte de temps, Russell continue d'être fasciné par Wittgenstein et l'encourage dans ses travaux, qui débouchent notamment sur la publication du Tractatus logico-philosophicus en 1922. De son côté, Russell donne ses conférences sur l'atomisme logique, sa version de ces idées, en 1918, avant la fin de la Première Guerre mondiale. À cette époque, Wittgenstein est au service de l'armée autrichienne et passe ensuite neuf mois dans un camp de prisonniers de guerre italien à la fin du conflit.

### Première Guerre mondiale
Au cours de la Première Guerre mondiale, Russell est l'une des rares personnes à se livrer ouvertement à des activités pacifistes. Il cofonde puis préside par intérim, de janvier 1917 à 1918, l'organisation No-Conscription Fellowship ou NCF, opposée à la conscription et partisane de l'objection de conscience. En 1916, il est renvoyé du Trinity College après sa condamnation en vertu du Defense of the Realm Act,.
Au cours du mois de mai 1917, Russell expose ses idées de paix et de liberté dans une lettre de démission de la présidence du NCF qu'il n'enverra jamais. Alors que son intérêt croît pour la révolution russe, dont il dit qu'elle « montre la voie », les conditions économiques et démocratiques portent Russell à penser que la révolution ne peut advenir en Grande-Bretagne mais que son spectre peut inciter le gouvernement à la négociation rapide d'un traité de paix. Il clarifie sa position « pacifique » plutôt que pacifiste en ce que l'usage de la violence et de la guerre est, de son point de vue, parfois justifié comme moyen d'action politique. Selon Russell, la plupart des personnes veulent la paix « pour des raisons égoïstes » et non en vertu d'un idéal pacifiste, ce qui devrait entraîner un changement pragmatique de position de la NCF et motive sa démission.
Russell joue un rôle important dans la Convention de Leeds de juin 1917 qui rassemble un millier de « socialistes anti-guerre » ― souvent des délégués du Parti travailliste indépendant et du Parti socialiste, unis dans leurs convictions pacifistes et prônant un règlement de la paix. La presse internationale rapporte que Russell est apparu aux côtés d'un certain nombre de députés travaillistes, y compris Ramsay MacDonald et Philip Snowden, ainsi que le professeur Arnold Lupton, ancien député libéral et militant anti-conscription. Bien qu'ovationné lors de ses prises de parole, Russell s'inquiète de ce que l'événement puisse être perçu comme l'« apogée d'un soutien sentimental à la révolution russe » plutôt que comme une possibilité de renouveau en Grande-Bretagne.
S'étant publiquement élevé contre l'invitation faite aux États-Unis d'entrer dans la guerre du côté du Royaume-Uni, il est condamné et emprisonné pendant six mois à la prison de Brixton en 1918. La perspective de ce séjour ne réjouit pas Russell qui a été témoin des souffrances endurées par d'autres personnalités pacifistes comme E. D. Morel et Clifford Allen lors de leur incarcération. Cependant, cette expérience lui est dans un certain sens bénéfique, comme il le souligne dans son autobiographie :
« I found prison in many ways quite agreeable. I had no engagements, no difficult decisions to make, no fear of callers, no interruptions to my work. I read enormously; I wrote a book, Introduction to Mathematical Philosophy… and began the work for Analysis of Mind. »
— Bertrand Russell
 ,  The Autobiography of Bertrand Russell

« À plusieurs égards j'ai trouvé la prison tout à fait agréable. Je n'avais pas d'engagements, aucune décision difficile à prendre, pas de visiteurs importuns, pas d'interruptions dans mon travail. J'ai lu énormément. J'ai écrit un livre, Introduction à la philosophie mathématique […] et j'ai commencé à travailler sur mon Analyse de l'esprit. »
— Autobiographie (1914-1944)
Russell est rétabli à son poste au Trinity College en 1919 mais choisit de démissionner l'année suivante. Il redevient maître de conférences dans cet établissement en 1926 et s'y retrouve à nouveau fellow de 1944 à 1949.

### Entre-deux-guerres
En août 1920, Russell se rend en Russie soviétique dans le cadre d'une délégation officielle envoyée par le gouvernement britannique pour enquêter sur les effets de la révolution russe. Il écrit une série d'articles en quatre parties, intitulée « Soviet Russia — 1920 », pour le magazine américain The Nation. Il rencontre Lénine et a une conversation d'une heure avec lui. Dans son autobiographie, il mentionne qu'il a trouvé Lénine décevant, sentant en lui une « cruauté impie » et le comparant à « un professeur opiniâtre ». Il navigue sur la Volga sur un navire à vapeur. Ses expériences détruisent son soutien provisoire à la révolution. Il écrit un livre Pratique et théorie du bolchevisme sur ses expériences lors de ce voyage. L'amante de Russell, Dora Black, auteur britannique et militante féministe et socialiste, visite la Russie indépendamment de lui au même moment ; contrairement à lui, elle se montre enthousiaste à l'égard de la révolution.

L'automne suivant, Russell, accompagné de Dora, visite Pékin pour donner une conférence sur la philosophie pendant un an. Il s'y rend avec optimisme et espoir, considérant alors la Chine comme étant sur un nouveau chemin. D'autres chercheurs sont présents en Chine à l'époque, tels que John Dewey et Rabindranath Tagore. Avant de quitter la Chine, Russell tombe gravement malade d'une pneumonie, et des rapports erronés concernant sa mort sont publiés dans la presse japonaise. Lorsqu'il visite le Japon avant de retourner au Royaume-Uni, il fait dire par Dora aux journalistes que « M. Bertrand Russell, étant mort selon la presse japonaise, n'est pas en mesure de donner d'interview aux journalistes japonais ».

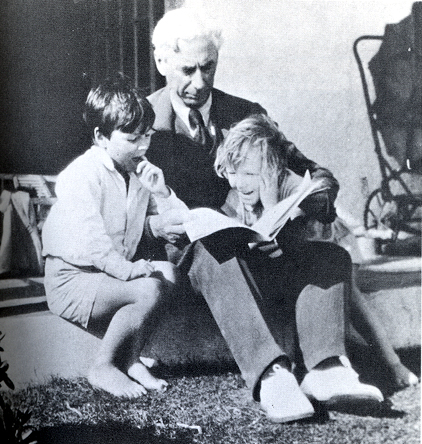
Russell avec ses enfants, John et Kate, vers 1930.

Dora se trouve enceinte de six mois lorsque le couple rentre en Angleterre le 26 août 1921. Russell arrange un divorce précipité d'Alys, afin de se marier avec Dora Black six jours après que le divorce a été finalisé, le 27 septembre 1921. Le couple a deux enfants, John Conrad Russell, né le 16 novembre 1921, et Katharine Jane Russell (plus tard Lady Katharine Tait), née le 29 décembre 1923. Russell écrit pendant cette période des livres expliquant des questions de physique, d'éthique et d'éducation. De 1922 à 1927, les Russell partagent leur temps entre Londres et Cornouailles, passant leurs étés à Porthcurno.
Avec Dora, Russell fonde l'école expérimentale Beacon Hill School en 1927. L'école change à plusieurs reprises d'emplacement, y compris à la résidence des Russell, près de Harting. Le 8 juillet 1930, Dora donne naissance à son troisième enfant, Harriet Ruth. Après que Russell a quitté l'école en 1932, Dora poursuit l'activité de l'institution scolaire jusqu'en 1943.
Lors d'une tournée aux États-Unis en 1927, Russell rencontre Barry Fox (plus tard Barry Stevens), Gestalt-thérapeute de renom et plus tard écrivain. Russell et Fox développent une relation intense ; « pendant trois ans, nous étions très proches », déclare ce dernier. Fox a envoyé sa fille Judith à l'école de Beacon Hill pendant un certain temps. De 1927 à 1932, Russell écrit 34 lettres à Fox. En 1931, à la suite de la mort de son frère, il devient le troisième comte Russell et siège ainsi à la Chambre des lords. Selon Philippe Devaux, « il y brille par la sagesse de ses interventions. »
Le mariage de Russell avec Dora devient de plus en plus fragile et atteint un point de rupture lorsque Dora a son deuxième enfant d'un journaliste américain, Griffin Barry. Ils se séparent en 1932 et finissent par divorcer. Le 18 janvier 1936, Russell épouse sa troisième femme, une étudiante d'Oxford nommée Patricia Spence (« Peter »), qui était la gouvernante de ses enfants depuis 1930. Russell et Peter ont un fils, Conrad Sebastian Robert Russell, 5e comte Russell, devenu un historien et l'un des chefs de file du Parti libéral-démocrate.
Russell retourne à la London School of Economics pour donner des conférences sur la « science du pouvoir » en 1937.
Au cours des années 1930, Russell devient un ami proche et collaborateur de V. K. Krishna Menon, alors secrétaire de la Ligue d'Inde.

### Seconde Guerre mondiale
Russell s'oppose au réarmement contre l'Allemagne nazie. En 1940, il change cependant d'avis, à savoir qu'il est à présent plus important de vaincre Hitler que d'éviter une guerre mondiale : si l'Allemagne prenait le contrôle de toute l'Europe, la démocratie serait menacée en permanence. En 1943, sa position a évolué et il se déclare désormais « pacifiste politique relatif »,.
Avant la Seconde Guerre mondiale, Russell enseigne à l'université de Chicago. Il déménage ensuite à Los Angeles pour donner des conférences au département de philosophie de l'UCLA. Il est nommé professeur au City College of New York (CCNY) en 1940, mais après un tollé public, sa nomination est annulée par un jugement qui le déclare « moralement inapte » à enseigner au collège en raison de ses opinions — notamment sur la morale sexuelle, détaillée dans Marriage and Morals (1929). La protestation est lancée par la mère d'une étudiante qui n'a pas été acceptée à son cours de deuxième cycle en logique mathématique. De nombreux intellectuels, dirigés par John Dewey, protestent contre son traitement. L'aphorisme fréquemment cité d'Albert Einstein, selon lequel « les grands esprits ont toujours rencontré une opposition farouche des esprits médiocres », est utilisé dans sa lettre ouverte datée du 19 mars 1940 à Morris Raphael Cohen, professeur émérite au CCNY, soutenant la nomination de Russell. Dewey et Horace M. Kallen éditent une collection d'articles sur l'affaire CCNY dans The Bertrand Russell Case. Il rejoint peu de temps après la Fondation Barnes, donnant des conférences à un public varié sur l'histoire de la philosophie ; ces conférences forment la base de son livre Histoire de la philosophie occidentale. Sa relation avec l'excentrique Albert C. Barnes se dégrade rapidement et il retourne au Royaume-Uni en 1944 pour rejoindre la faculté du Trinity College.

### Maturité tardive

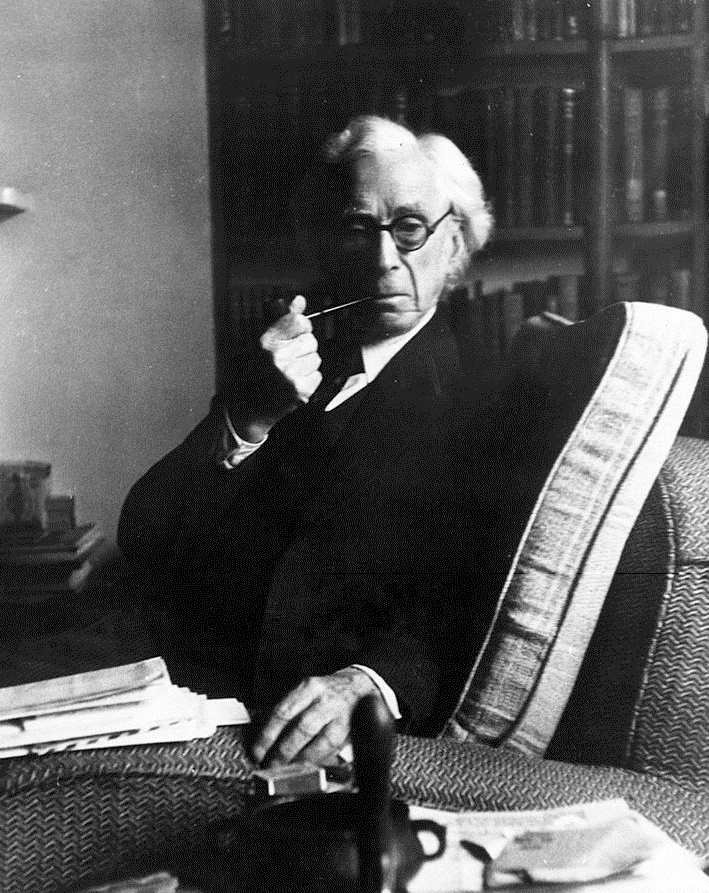
Bertrand Russell en 1954, alors âgé de 82 ans.

Russell participe à de nombreuses émissions sur la BBC, en particulier The Brains Trust et Third Programme, sur divers sujets d'actualité et de philosophie. À cette époque, Russell jouit d'une renommée mondiale. Étant souvent sujet ou auteur d'articles de journaux et de magazines, il est également appelé à donner son avis sur une grande variété de sujets, même mondains. En route pour l'une de ses conférences à Trondheim, Russell est l'un des 24 survivants (sur un total de 43 passagers) de l'accident d'hydravion d'Hommelvik le 2 octobre 1948. Il raconte que s'il est en vie, c'est parce qu'il est fumeur ; en effet, les personnes qui se sont noyées étaient dans la partie non-fumeur de l'avion. Son Histoire de la philosophie occidentale (1945) devient un best-seller et fournit à Russell un revenu régulier pour le reste de sa vie. En 1942, Russell plaide en faveur d'un socialisme modéré, capable de surmonter ses principes métaphysiques, dans une étude sur le matérialisme dialectique, lancée par l'artiste et philosophe autrichien Wolfgang Paalen dans sa revue DYN : « Je pense que la métaphysique de Hegel et Marx est tout à fait absurde — la prétention de Marx à être une « science » n'est pas plus justifiée que celle de Mary Baker Eddy, ce qui ne veut pas dire que je suis opposé au socialisme ». En 1943, Russell exprime son soutien au sionisme : « je m'aperçois peu à peu que, dans un monde dangereux et hostile, il est essentiel que les Juifs aient un pays qui leur appartienne, une région où ils ne soient pas des étrangers suspects, un État qui incarne ce qui est caractéristique de leur culture ».
Dans un discours prononcé en 1948, Russell déclare à l'aide d'un argument utilitariste qu'en cas d'une invasion prolongée de l'URSS, déclarer la guerre à l'URSS dotée d'une bombe atomique serait moins juste que si elle ne la possédait pas. En effet, si l'URSS n'était pas armée, l'Occident aurait gagné en moins de temps et aurait fait moins de victimes que dans le cas d'une dissuasion nucléaire réciproque. À cette époque, seuls les États-Unis possèdent une bombe atomique, et l'URSS exerce une politique extrêmement agressive vis-à-vis des pays d'Europe de l'Est qui sont absorbés par la sphère d'influence de l'Union soviétique. Juste après que les bombes atomiques ont explosé sur Hiroshima et Nagasaki, Russell écrit des lettres et publie des articles dans les journaux de 1945 à 1948, déclarant clairement qu'il était moralement justifié d'aller à la guerre contre l'URSS en utilisant des bombes atomiques car les États-Unis en possédaient avant l'URSS. Après que l'URSS a effectué ses essais nucléaires, Russell change néanmoins de position en plaidant pour l'abolition totale des armes atomiques. La même année, il participe sur la BBC à un débat radiophonique qui restera célèbre, qui l'oppose au prêtre jésuite Frederick Copleston et qui porte sur l'existence ou l'inexistence de Dieu.
Russell continue à écrire sur la philosophie. Il rédige un avant-propos aux Words and Things d'Ernest Gellner, qui se montre très critique de la pensée postérieure de Ludwig Wittgenstein et de la philosophie du langage ordinaire. Durant les honneurs de l'anniversaire du roi du 9 juin 1949, Russell reçoit l'ordre du Mérite, et le prix Nobel de littérature l'année suivante. Lorsqu'on lui remet l'ordre du Mérite, George VI est affable, mais légèrement embarrassé de décorer un ancien prisonnier, en disant : « Vous vous êtes parfois comporté d'une manière qui ne conviendrait pas si elle était adoptée par tous ». Russell se contente de sourire, mais confie plus tard que la réponse qui lui vint à l'esprit était la suivante « C'est juste, tout comme votre frère ».
En 1952, Patricia Spence demande le divorce, ce qui rend Russell très malheureux. Il se marie à sa quatrième épouse, Edith Finch, peu de temps après le précédent divorce, le 15 décembre 1952. Ils se connaissent depuis 1925 et Edith a enseigné l'anglais au Bryn Mawr College près de Philadelphie, partageant une maison pendant 20 ans avec la vieille amie de Russell, Lucy Donnelly. Edith reste avec lui jusqu'à sa mort. Le fils aîné de Russell, John, souffre d'une maladie mentale grave, source de conflits entre Russell et son ancienne épouse Dora,.
En septembre 1961, à l'âge de 89 ans, Russell est emprisonné pendant sept jours à la prison de Brixton pour « violation de la paix » après avoir pris part à une manifestation anti-nucléaire à Londres, organisée par le Committee of 100 (en) dont il est le président. Le magistrat propose à Russell de l'exonérer de prison s'il s'engage à adopter une « bonne conduite », ce à quoi Russell répond : « non, je ne veux pas ».
En 1962, Russell joue un rôle public dans la crise des missiles de Cuba : dans un échange de télégrammes avec le dirigeant soviétique Nikita Khrouchtchev, Il écrit Puis-je humblement en appeler à votre aide pour faire baisser la tension …Votre constante tolérance est notre grand espoir, celui-ci lui assure que le gouvernement soviétique ne sera pas irréfléchi. Russell envoie par la suite ce télégramme au président américain John F. Kennedy :
| « YOUR ACTION DESPERATE. THREAT TO HUMAN SURVIVAL. NO CONCEIVABLE JUSTIFICATION. CIVILIZED MAN CONDEMNS IT. WE WILL NOT HAVE MASS MURDER. ULTIMATUM MEANS WAR… END THIS MADNESS » | « VOTRE ACTION DÉSESPÉRÉE. MENACE À LA SURVIE HUMAINE. AUCUNE JUSTIFICATION CONCEVABLE. L'HOMME CIVILISÉ LA CONDAMNE. NOUS N'AURONS PAS DE MASSACRE DE MASSE. ULTIMATUM SIGNIFIE GUERRE… METTEZ FIN À CETTE FOLIE » |

### Fin de vie, décès et héritage

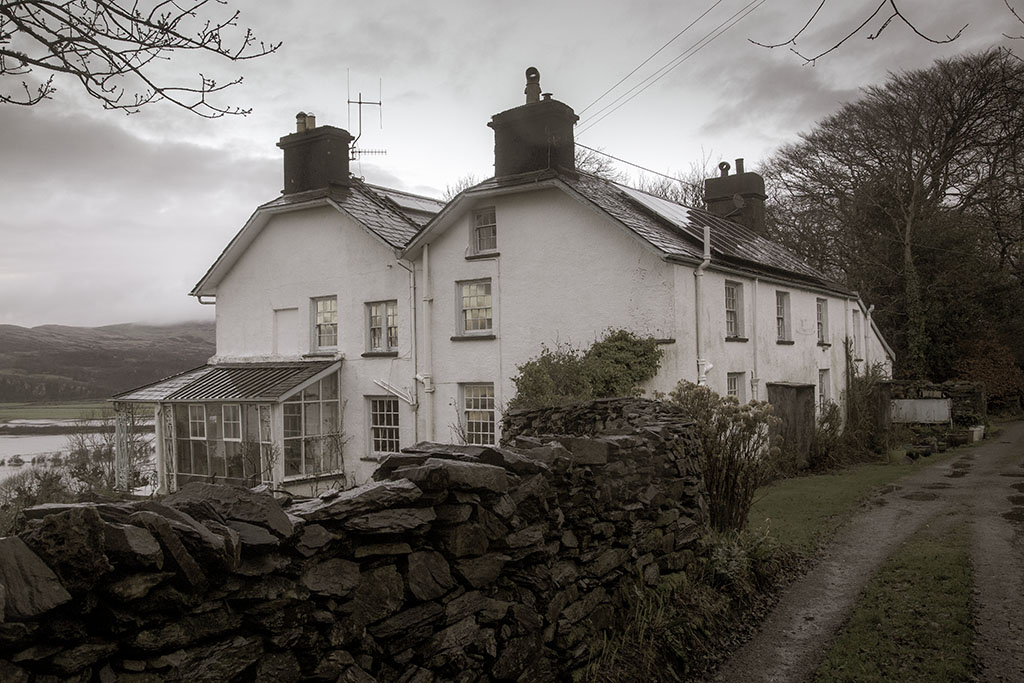
Plas Penrhyn à Penrhyndeudraeth, pays de Galles, résidence principale de Bertrand Russell et de sa femme Edith, de 1956 jusqu'à sa mort.

En juin 1955, Russell loue la demeure de Plas Penrhyn à Penrhyndeudraeth, dans le Merionethshire au Pays de Galles, qui devient, à partir du 5 juillet de l'année suivante, sa résidence principale et celle d'Edith.
Russell publie son autobiographie en trois volumes en 1967, 1968 et 1969. Il fait également un caméo — où il joue son propre rôle — dans le film anti-guerre hindi Aman, réalisé en Inde en 1967. C'est la seule apparition de Russell dans un long métrage.
En novembre 1969, il appelle le secrétaire général des Nations unies, U Thant, à soutenir une commission internationale des crimes de guerre pour enquêter sur les allégations de torture et de génocide commis par les États-Unis au Viêt Nam du Sud pendant la guerre du Viêt Nam.
Le 31 janvier 1970, Russell publie une déclaration condamnant « l'agression israélienne au Moyen-Orient », et en particulier les bombardements israéliens menés en profondeur sur le territoire égyptien dans le cadre de la guerre d'usure. Cette déclaration politique est la dernière de Russell. Elle est lue à la Conférence internationale des parlementaires au Caire le 3 février 1970, le lendemain de sa mort.
Atteint de la grippe, Bertrand Russell meurt le 2 février 1970 à son domicile à Penrhyndeudraeth, à l’âge de 97 ans. Son corps est incinéré dans la Colwyn Bay trois jours plus tard. Conformément à sa volonté, il n'y a pas de cérémonie religieuse. Ses cendres sont dispersées sur les montagnes du Pays de Galles plus tard dans l'année.

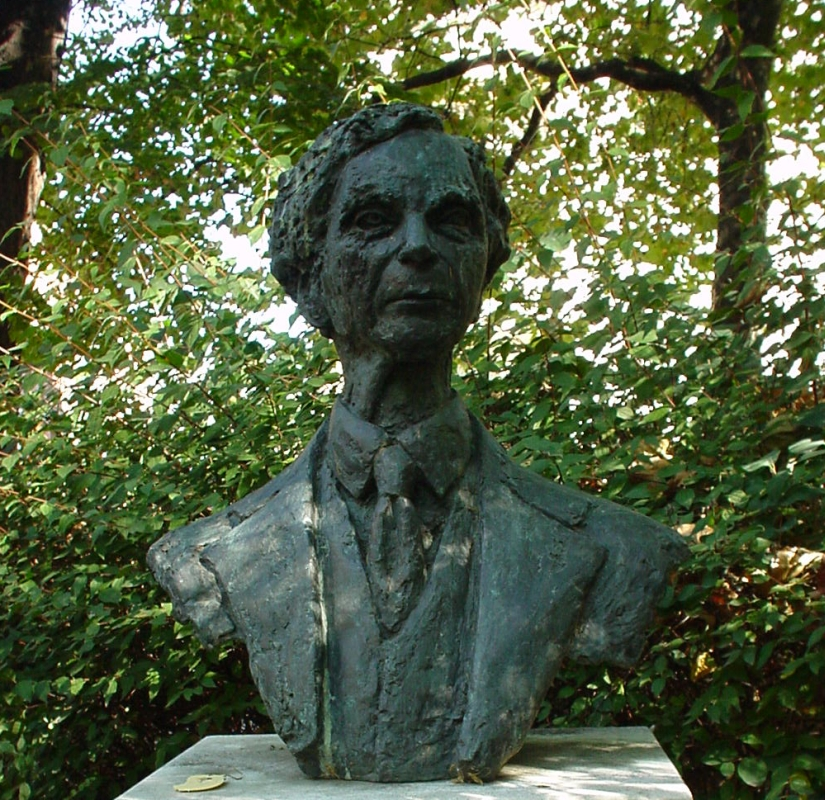
Buste de Russell dans le Red Lion Square, à Londres.

Katharine Jane Tait, fille de Russell, fonde la Bertrand Russell Society en 1974 pour comprendre et préserver son travail. Celle-ci publie le Bertrand Russell Society Bulletin, organise des réunions et décerne des prix, dont le Bertrand Russell Society Award. Elle écrit également plusieurs essais sur son père, ainsi qu'un livre, My Father, Bertrand Russell, publié en 1975.
En 1980, un mémorial dédié à Russell est commandé par un comité comprenant le philosophe A. J. Ayer. Constitué d'une statue de son buste sculpté par Marcelle Quinton, il est érigé dans le Red Lion Square à Londres.
En 2004, le troisième numéro de la Revue internationale de philosophie (no 229) est consacré au centenaire des Principles.
Pour le 150e anniversaire de sa naissance, en mai 2022, les archives Bertrand Russell de l'Université McMaster organisent une exposition physique et virtuelle sur la position antinucléaire de Russell dans l'après-guerre,. La Fondation Bertrand Russell organise une commémoration au Conway Hall de Red Lion Square le 18 mai, jour anniversaire de sa naissance.

### Titres et honneurs de naissance
Russell a tenu les titres et honneurs suivants :
- de sa naissance jusqu'en 1908 : The Honourable Bertrand Arthur William Russell ;
- de 1908 à 1931 : The Honourable Bertrand Arthur William Russell, FRS ;
- de 1931 à 1949 : The Right Honourable The Earl Russell, FRS ;
- de 1949 à sa mort : The Right Honourable The Earl Russell, OM, FRS.

## Logique et fondements des mathématiques
Les contributions de Russell comprennent essentiellement le développement du calcul des prédicats de premier ordre, le paradoxe qui porte son nom, la théorie des types et d'importants travaux d'axiomatisation des mathématiques qui sont traités dans la section dédiée au logicisme, un aspect important de sa pensée qui s'« avère d'abord et surtout philosophique ».
À la fin du XIXe siècle, Frege, avec son Begriffsschrift, fait de la logique une science à part entière. Russell, dans The Principles of Mathematics (1903) et Principia Mathematica (à partir de 1910) construit de son côté un calcul des propositions, un calcul des classes, et un calcul des relations, d'après une analyse des propositions qui se heurtera toutefois à plusieurs difficultés — dont quelques paradoxes et l'analyse de l'unité de la proposition.

### Rupture avec l'idéalisme et naissance de l'atomisme logique
En logique traditionnelle, le raisonnement est composé de jugements, les jugements d'idées. Cette conception, soutenue par Descartes et Port-Royal, est héritée d'Aristote, notamment dans son Organon, et est restée ainsi dominante pendant plus de deux millénaires. La logique initiée par Frege et Russell pose en revanche la proposition atomique comme base. Dès lors, la logique consiste, d'une part, à combiner ces propositions, d'autre part, à analyser celles-ci en leurs éléments.

#### Rejet de la théorie des relations internes
Dès les années 1890, Russell écrit son insatisfaction à l'égard de la tradition idéaliste dominante — Russell écrit émergé du bain de l'idéalisme allemand dans lequel l'ont baigné J. M. E. McTaggart et son professeur George Frederick Stout dans ces années —, qui porte plus particulièrement sur la nature et l'existence des relations. Russell rejette la doctrine des relations internes et son fondement : toute relation qu'un objet entretient est intrinsèquement contenue dans cet objet. Cela revient pour Russell à affirmer qu'une relation entre a et b est toujours réductible à des propriétés détenues par a et b individuellement, ou à une propriété détenue par le complexe formé de a et b.
Dans la période qui précède son abandon de l'idéalisme, Russell poursuit déjà un programme de réduction des relations aux propriétés dans une tentative de fondements de l'arithmétique. Ce travail, ainsi que ses travaux antérieurs sur les fondements de la géométrie, l'ont convaincu de l'importance des relations pour les mathématiques. Conjointement, Russell étudie Leibniz qu'il enseigne plus tard à Cambridge. Ce dernier présente pour Russell une importance notable, dans le rôle que joue pour lui le concept de relation. Il note alors dans ces Principles of Mathematics qu'une catégorie de relations, les relations non symétriques transitives, résistent à une telle réduction aux propriétés des relata ou au complexe de ces derniers.
Le rejet par Russell de la doctrine des relations internes est important pour comprendre le développement de l'atomisme logique. Ce refus russellien se fonde sur la critique de la nécessité de la relation dite interne. Russell récuse le fondement logique de cet argument, dans la mesure où une relation ou une proposition ne sont jamais nécessaires en soi mais relativement aux propositions ou relations qu'elles permettent de dériver. À cet effet, il adopte en 1911, dans Basis of Realism, ce qu'il nomme la doctrine des relations externes qui, selon lui, « peut être exprimée en disant que (1) la relation n'implique aucune complexité correspondante dans le relata ; (2) une entité donnée est un constituant de plusieurs complexes différents ». Cette position sur les relations permet à Russell de concevoir le monde comme composé d'entités distinctes et indépendantes, chacune pouvant être considérée isolément de ses relations avec les autres choses ou de sa relation avec l'esprit. Dans le même ouvrage, Russell affirme que cette doctrine est le « fondement » de sa position réaliste, et elle représente peut-être le tournant le plus important dans le développement de son atomisme logique.

#### Atomisme logique
En 1899, George Edward Moore publie un article intitulé The Nature of Judgment, dans lequel il expose ses principales raisons d'accepter le nouveau réalisme. Pour Moore, cependant, la vérité n'est pas une relation de correspondance entre les propositions et la réalité, car il n'y a pas de différence entre une proposition — définie par Moore comme un complexe indépendant de l'esprit — et ce qui la rendrait vraie ,. Les faits du monde consistent alors en propositions vraies, elles-mêmes comprises comme des complexes de concepts. Selon Moore, quelque chose « devient intelligible d'abord lorsqu'il est analysé en ses concepts constitutifs ». The Nature of Judgment a une profonde influence sur Russell, qui le présente plus tard comme précurseur de la théorie à laquelle lui et Moore souscrivent.

#### Propositions simples et complexes
Ainsi le point de départ de l'analyse logique est la proposition atomique, qu'il faut donc commencer par définir. Par proposition, il ne faut pas entendre quelque chose comme telle ou telle phrase, mais, dit Russell, « quelque chose qui peut se dire dans n'importe quelle langue ». Russell considère tout d'abord la proposition comme une réalité en soi, puis il refuse en fin de compte de lui accorder un statut ontologique pour la définir comme « toutes les phrases de même signification qu'une phrase donnée ».
Toute proposition logique est soit une proposition simple, une et inanalysable, soit une proposition complexe, c'est-à-dire résultant de la composition de propositions simples liées par certaines fonctions logiques. La proposition simple est appelée proposition atomique, et la combinaison de propositions atomiques est désignée par l'expression proposition moléculaire.
Les propositions moléculaires sont des propositions composées de propositions atomiques liées par des mots qui ont une fonction logique. Ces mots sont des constantes logiques, par exemple : « et », « si… alors », et sont représentés en logique par des symboles. La fonction des constantes logiques est syntaxique et elles sont des opérateurs du calcul propositionnel qui ont une signification déterminée en tant que fonctions de vérité.

#### Fonctions de vérité
Soit p une proposition, et ~ le symbole de la constante logique sémantiquement équivalente à la négation. ~ est une fonction de vérité si la valeur de vérité d'une proposition moléculaire telle que ~ p peut être déterminée par la valeur de vérité de p, ce qui est en effet le cas : si p est vraie, ~ p est fausse, et si p est fausse, ~ p est vraie.
Les Principia Mathematica établissent la liste suivante de fonctions de vérité :
~ p : la négation
p {\displaystyle {}^{\circ }} q : le produit logique, ou conjonction
p v q : la somme logique, ou disjonction inclusive
p ⊃ q : l'implication
p ≡ q : l'équivalence.
Ces constantes logiques sont réparties en idées primitives ou définies d'après ces idées primitives. Ainsi :
p ⊃ q = Df ~ p v q
p {\displaystyle {}^{\circ }} q =Df ~(~ p v ~ q)
p ≡ q =Df (p ⊃ q) {\displaystyle {}^{\circ }} (q ⊃ p)
L'axiomatique logique des Principia Mathematica est donc composée d'idées primitives (p, q, r, etc. ; assertion ; négation, disjonction inclusive) et de ces définitions. Le travail de Russell a d'abord consisté en la justification philosophique de ces idées primitives, et de découvrir conjointement les propositions moléculaires valides qui en découlent.

### Paradoxe de Russell et théorie des types
Découvert par Bertrand Russell vers 1901 et publié en 1903, et indépendamment par Ernst Zermelo, à la même époque, le paradoxe de Russell met en défaut la notion d'ensemble telle qu'utilisée par les mathématiciens et logiciens jusqu'à présent. Moralement, ce paradoxe se formule en langage ordinaire par l'exemple du barbier : « Qui rase tous ceux et uniquement ceux, qui ne se rasent pas eux-mêmes ? » — situation qui engendre la question insoluble : ce barbier se rase-t-il ? Formellement, si on considère que tout prédicat du langage définit un ensemble — celui des objets qui vérifient cette propriété —, sans restreindre le principe de compréhension, l'ensemble y = {x | x ∉ x} appartient et n'appartient pas à lui-même,.
À la fin de l'année 1902 et au début de 1903, Russell esquisse plusieurs tentatives au chapitre X des Principles pour résoudre son paradoxe. Denis Vernant, dans La philosophie mathématique de Russell, distingue quatre essais de nature distinctes : 
1. requérir l'indépendante variabilité de la fonction propositionnelle et de sa variable. En effet, la proposition « x est un x » se formule « φ peut être asserté de la classe des termes satisfaisant φ » et est donc de la forme φ({f(φ)}) : la variable dépend de la fonction propositionnelle qui lui est appliquée. Prohiber cette imprédicativité permet en effet d'éviter un « cercle vicieux »[98], mais est trop restrictif. Russell essayera en 1904 de pallier cette insuffisance avec sa théorie zig-zag[99] ;
2. introduire une limitation de taille des classes considérées. Il n'est ainsi plus possible de parler de tous les termes d'une théorie mais d'un terme quelconque. Cette solution, tenue jusqu'en 1908, est illusoire comme Russell le remarque après réflexion sur le paradoxe de Burali-Forti : l'existence d'ordinaux empêche toute considération d'un « ordinal limite » ;
3. la troisième tentative pour résoudre le problème des classes est de supprimer la notion de classe au profit de celle de fonction. Mais remplacer une proposition φ par ẑ(φz), comme le font les langages fonctionnels, n'évince pas les contradictions, cela les déplace : la fonction W(φ) .≡ ~φ(φ) restaure la contradiction. Vernant note que cette idée de suppression des classes joue un rôle éminent en ce qu'elle annonce le formalisme et la méthode des Principia[100] ;
4. enfin, Russell énonce en Appendice B des Principles et développe entre 1903 et 1908 sa théorie des types. Deux règles président la construction de cette théorie : 
  1. première règle : chaque fonction propositionnelle φ est dotée d'un domaine de signifiance. Avant de considérer les quantités x qui satisfont φ, c'est-à-dire son domaine de vérité, on dégage l'ensemble des x qui la rende vraie ou fausse, c'est-à-dire qui lui donne un sens,
  2. deuxième règle : ces domaines de signifiance forment des types distincts[n 4] : le type 0 est celui des termes ; le type 1 est celui des classes d'individus ; le type 2 désigne donc la classe des classes d'individus (Russell donne l'exemple des clubs et associations d'individus) ; et plus généralement, une fonction propositionnelle est de type n+1 dès que ses variables ont tous type n.

Russell formalise ainsi la restriction dont doit se munir l'axiome de compréhension de la théorie naïve des ensembles — l'axiome qui formalise l'intuition que toute propriété cohérente détermine un ensemble. Les fonctions logiques, comme la fonction « x est un ensemble », ne peuvent pas s'appliquer à elles-mêmes puisque leurs types diffèrent. Les propositions concernant ces objets sont alors toujours plus hautes dans la hiérarchie que les objets eux-mêmes.
Dans cette tentative de 1903, des insuffisances se font encore sentir dans cette première théorie des types ; les contradictions au niveau des classes sont réglées mais l'existence d'une classe de toutes les propositions laisse subsister des contradictions au niveau des propositions. Cette dernière permet en effet d'énoncer un paradoxe d'auto-référencement analogue au paradoxe de Russell. Russell apportera dès 1908 une adjonction à sa théorie des types en hiérarchisant aussi les ordres des propositions : la théorie des types ramifiée ,.

## Philosophie russellienne, ou la quête de la connaissance
En philosophie, Russell apporte de nombreuses nouveautés en métaphysique, en épistémologie, en éthique et en histoire de la philosophie. Il utilise la logique pour tenter de clarifier les problèmes philosophiques, ce qui en fait l'un des fondateurs de la philosophie analytique. Dans son Histoire de mes idées philosophiques, Bertrand Russell décrit les deux sources à l'origine de sa motivation à la philosophie : d'une part, la volonté de savoir si la croyance religieuse peut être philosophiquement justifiée ; d'autre part, de découvrir si l'Homme est capable de connaître quelque chose : « Existe-t-il au monde une connaissance si certaine qu'aucun homme raisonnable ne puisse la mettre en doute ? ».

### Philosophie analytique

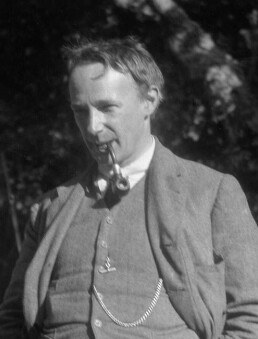
G. E. Moore (ci-dessus en 1914) est avec Russell précurseur de la philosophie analytique, construite sur leur refus de l'Idéalisme britannique.

Bertrand Russell est l'un des précurseurs de la pensée analytique. Aux côtés de George Moore, il participe à la révolte britannique contre l'idéalisme britannique, philosophie développée dans les grandes lignes par Georg Hegel et reprise par le philosophe britannique, Francis Bradley. Cette révolte prend une autre forme 30 ans plus tard à Vienne par le positivisme logique et la « révolte contre la métaphysique ». Russell est particulièrement critique d'une doctrine qu'il attribue à l'idéalisme et au cohérentisme ; il la nomme doctrine des relations internes. Comme détaillé dans la section dédiée, cette dernière énonce que les relations sont internes au sujet et donc essentielles à sa connaissance. Russell fait valoir que cela rendrait les concepts d'espace, de temps, et de science inintelligibles. Ainsi, il donne dans Mon développement philosophique l'exemple suivant emprunté à Leibniz : 

« Un homme vivant en Europe est marié à une femme qui habite en Inde. Une mort soudaine de celle-ci inconnue de son mari devrait provoquer un changement intrinsèquement en lui. »

Russell et Moore s'attachent à la clarté des arguments avancés en décomposant leurs positions philosophiques en composantes les plus simples. Russell, en particulier, perçoit la logique formelle et la science comme les principaux outils du philosophe, et que ces disciplines ne devraient pas avoir de fondations méthodiques distinctes. En particulier, il veut mettre fin à ce qu'il nomme les excès de métaphysique. En ce sens, Russell adopte le rasoir de Guillaume d'Ockham contre la multiplication des entités inutiles au raisonnement.

### Philosophie du langage
Russell accorde au langage, et plus précisément de la question comment nous utilisons le langage, une part majeure dans sa philosophie, qui influence Ludwig Wittgenstein, Gilbert Ryle, J. L. Austin, et P. F. Strawson, entre autres. Ceux-ci utilisent bon nombre des techniques que Russell a initialement développées.
La théorie des descriptions est sans doute la contribution la plus importante de Russell à la philosophie du langage; elle fut développée dans l'article de 1905 De la dénotation. Elle peut être abordée en posant la question de la valeur de vérité des phrases dont le sujet n'aurait pas de référent, comme : « Le roi de France est chauve. » Le problème de cette dernière proposition est d'en identifier l'objet, étant donné qu'il n'y a pas de roi de France actuellement. Frege en déduit, en distinguant sens et dénotation, qu'une telle proposition ne peut être ni vraie ni fausse. Alexius Meinong propose en réponse à Russell et Frege la thèse d'une réalité d'entités non-existantes auxquelles nous nous référons dans le cas des propositions du type ci-dessus.
Ce problème des descriptions définies inclut des pronoms personnels ou des noms propres. Russell estime qu'un nom propre doit être une description définie déguisée. Par exemple, quand on dit « George W. Bush est gentil », on doit vouloir dire quelque chose comme « Le 43e président des États-Unis est gentil. ».
Mais quelle est la forme logique d'une description définie comme la précédente ? Comment la paraphraser pour faire apparaître que la vérité de l'ensemble de la proposition dépend de la vérité de ses parties ? Les descriptions définies se présentent comme des noms ne dénotant par nature qu'une seule et unique chose. Mais que dire alors de la proposition générale si l'une de ses parties semble ne pas être correcte ? La solution de Russell est d'analyser tout d'abord non pas les termes seuls, mais la proposition entière contenant une description définie. « Le roi de France est chauve » peut être selon lui reformulé sous la forme d'une description indéfinie : « il y a un x tel que cet x est le roi de France, et il n'y a rien à part x qui soit roi de France, et x est chauve. » Alors, s'il n'y a pas de roi de France, la phrase devient fausse et non pas privée de sens.
Russell soutient que cette description définie contient une affirmation d'existence (« il y a un x tel que cet x est le roi de France ») et une affirmation d'unicité (« et il n'y a rien à part x qui soit roi de France »), et que l'on peut les considérer séparément de la prédication qui est le contenu manifeste de la proposition générale (« et x est chauve »). La proposition dit donc trois choses sur un sujet : la description définie en contient deux, et le reste de la proposition contient la dernière (la prédication). Si l'objet n'existe pas, ou s'il n'est pas seul en son genre, alors l'ensemble de la proposition est faux et non pas dénué de sens.
Dans l'article On referring, le philosophe britannique Strawson critique la théorie des descriptions définies en ce que la phrase n'est pas distinguée de l'usage de la phrase ni de son occurrence. Ainsi on ne peut se prononcer sur la valeur de vérité de « Le roi de France est chauve » s'il n'y a ni précision du contexte d'énonciation ni de son occurrence.
Ludwig Wittgenstein, étudiant de Russell, occupe une place importante en philosophie du langage notamment après la publication posthume des Investigations philosophiques. Selon Russell, le travail ultérieur de Wittgenstein est mal orienté, et il attaque la philosophie du langage ordinaire, et soutient Ernest Gellner dans le conflit universitaire qui l'oppose à Wittgenstein dans une préface à l'ouvrage Words and things de Gellner. Cependant, Russell tient toujours Wittgenstein et ses premiers travaux en haute estime, et le considère comme « peut-être l'exemple le plus parfait que j'ai jamais connu de génie traditionnellement conçu, passionné, profond, intense et intimidant. ».

### Philosophie des mathématiques et logicisme
Russell a une grande influence sur la logique mathématique moderne, la pensée des mathématiques et de leur fondations. Les influences déterminantes de Russell en philosophie mathématique sont tardives. Il étudie les mathématiciens Giuseppe Peano et Gottlob Frege à Cambridge, et il faudra attendre son voyage en Amérique pour qu'il découvre les Allemands Karl Weierstrass, Georg Cantor ou Richard Dedekind dont l'influence mathématique est alors faible en Angleterre. Il défend une thèse logiciste avec son professeur de mathématiques Alfred North Whitehead à Cambridge.
Le philosophe et logicien américain Willard Quine note que son travail a pour influence majeure celui de Russell,.

#### Apport sur le fondement des mathématiques
Le premier livre de Russell sur les mathématiques, Un essai sur les fondements de la géométrie, est publié en 1897. Ce travail est notoirement influencé par la philosophie des mathématiques de Kant. Russell s'est plus tard rendu compte que la conception qu'il propose rend impossible le concept d'espace-temps d'Albert Einstein. Dès lors, il rejette l'ensemble du programme kantien en ce qui concerne les mathématiques et la géométrie,.
Intéressé par la définition du nombre, Russell étudie les travaux de George Boole, Georg Cantor, et Auguste De Morgan. Certaines notes de lecture en logique algébrique de Charles Sanders Peirce et Ernst Schröder sont aujourd'hui aux Archives Bertrand Russell à l'Université McMaster,. En 1900, il assiste au premier Congrès mondial de philosophie à Paris, où il se familiarise avec les travaux du mathématicien italien Giuseppe Peano. Il maîtrise le nouveau symbolisme de Peano et son ensemble d'axiomes pour l'arithmétique des entiers naturels. Peano définit logiquement tous les termes de ces axiomes à l'exception des termes zéro, nombre, successeur immédiat, et le déterminant singulier, le, qui sont les primitives de son système. Russell entreprend de définir rigoureusement chacun d'eux. Entre 1897 et 1903, il publie plusieurs articles appliquant la notation de Peano à l'algèbre de Boole-Schröder, tels que On the Notion of Order, Sur la logique des relations avec les applications à la théorie des séries, et On Cardinal Numbers. Il devient ainsi convaincu que les fondements des mathématiques pourraient être dérivés de ce qui s'est appelé la logique d'ordre supérieur qui, à son tour, devait selon lui contenir un axiome de compréhension infini.

#### Défense du logicisme

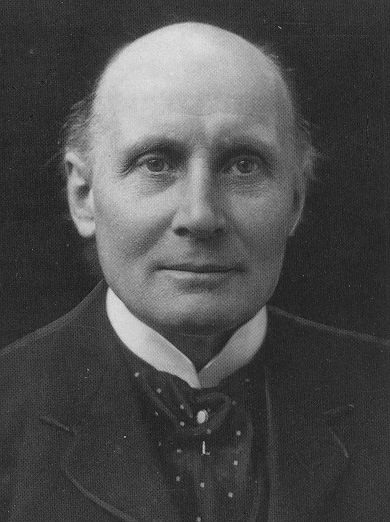
Philosophe et mathématicien, Alfred North Whitehead (ici en 1924) se joint à Russell pour rédiger les Principia Mathematica vers 1910.

Russell écrit avec Alfred North Whitehead les Principia Mathematica. Cet ouvrage fondateur a l'ambition d'effectuer la réduction de l'ensemble des mathématiques à la logique, qui constitue le projet logiciste annoncé dans les Principes des mathématiques, où Russell avance la thèse selon laquelle les mathématiques et la logique sont une seule et même science. Dans le premier chapitre, « Définition de Mathématiques Pures », Russell affirme que : 

« le fait que l'ensemble des mathématiques est de la logique symbolique est l'une des plus grandes découvertes de notre époque ; et lorsque ce fait est établi, le reste des principes des mathématiques découle de l'analyse de la logique symbolique elle-même. »

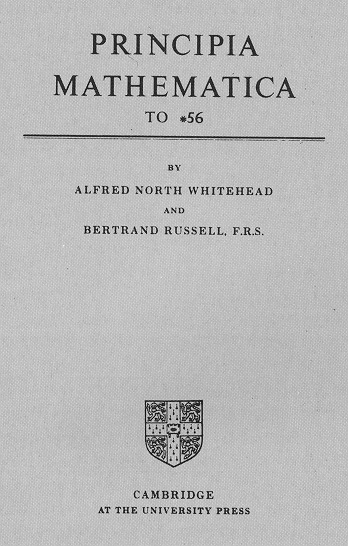
Première édition des Principia Mathematica, publiée en 1910.

Pour ce faire, les Principia Mathematica procèdent à une axiomatisation et une formalisation de la logique des propositions et des prédicats, et en dérivent les objets et propositions des mathématiques. De fait, seule l'arithmétique élémentaire est abordée dans les trois premiers volumes — le tome 4 des Principia qui devait aborder la géométrie ne fut jamais écrit. Les Principia Mathematica sont le premier texte de référence de la nouvelle logique mathématique. Ils se trouvent à la source des travaux des philosophes et logiciens Carnap, Quine et Gödel, notamment.
Russell continue à défendre le logicisme, théorie selon laquelle que les concepts et entités mathématiques sont réductibles à la logique – toute vérité mathématique peut être réduite à une vérité logique ; en collaboration avec son ancien professeur Alfred North Whitehead, il rédige et publie en 1910 le premier volume des Principia Mathematica, qui pose l'existence d'un système axiomatique sur lequel toutes les mathématiques devraient pouvoir être construites. Après avoir terminé les trois premiers volumes des Principia, Russell est épuisé et ses facultés intellectuelles ne se sont, de son propre aveu, jamais entièrement restaurées de l'effort. Bien que les Principia n'aient pas été victimes des paradoxes que subit Frege, Kurt Gödel démontre plus tard que ni les Principia Mathematica ni aucun autre système cohérent d'arithmétique récursive primitive ne peut être complète, c'est-à-dire qu'il existe des propositions de l'arithmétique qui ne sont ni démontrables, ni réfutables. Ce résultat fondamental constitue le théorème d'incomplétude de Gödel.
Le dernier travail important en mathématiques et logique de Russell, Introduction à la philosophie mathématique, est écrit alors qu'il est en prison pour son militantisme anti-guerre au cours de la Première Guerre mondiale. Il y revient sur la signification philosophique de ses travaux antérieurs.

### Philosophie des sciences
Russell est un grand défenseur de la méthode scientifique. Pour lui, la science atteint seulement des réponses provisoires, le progrès scientifique est toujours fragmentaire et les tentatives de trouver des unités organiques sont en grande partie futiles. Russell affirme d'ailleurs qu'il est plus convaincu de sa méthode de faire de la philosophie que de ses conclusions philosophiques.
Russell estime que l'objectif ultime de la science et de la philosophie est de comprendre la réalité, et non pas simplement de faire des prédictions. Le travail de Russell contribue à faire de la philosophie des sciences une branche distincte de la philosophie. Une grande partie de la pensée de Russell sur la science est exprimée dans son livre publié en 1914, La Méthode scientifique en philosophie : Notre connaissance du monde extérieur, qui influence les positivistes logiques. Russell soutient que nous avons seulement connaissance de la structure abstraite du monde physique, à l'exception de notre propre cerveau duquel nous avons une connaissance directe. Russell écrit, dans une lettre à Newman réimprimée dans l'autobiographie de Russell, qu'il a toujours assumé la conflictualité entre percepts et non-percepts ; les percepts faisant aussi partie du monde physique, leur connaissance dépasse la structure abstraite du monde.
Ses vues sur la science se sont intégrées dans le débat contemporain de philosophie des sciences comme une forme de réalisme structurel. Elie Zahar et Ioannis Votsis ont analysé les implications des travaux de Russell pour notre compréhension de la science, et William Demopoulos et Michael Freedman réintègrent le point de vue russellien de la science.

### Théorie de la connaissance
De plus en plus intéressé par l'épistémologie, qui enveloppe une dimension psychologique et empirique, Russell, en 1940, à la suite de Tarski, et pour éviter certains paradoxes logiques (en particulier, Wittgenstein avait voulu montrer qu'il est impossible à un langage de parler de lui-même, par conséquent la philosophie du langage se voyait réduite au silence), introduit une cascade de langages, le langage de base constituant un langage-objet. Chaque langage parle du langage précédent, sauf le langage de base qui est un langage-objet (il pleut et je dis dans ce langage « il pleut ».) Il démontre que ce langage ne peut pas renfermer les notions de vérité et de fausseté. Il pense ainsi avoir mis en évidence les propositions atomiques dont toute proposition complexe est composée, et qui ne dépendraient pas, par définition, d'une syntaxe. Ces propositions consistent en jugements de perception. Dans ce cas, la proposition enveloppe l'expression d'une croyance, et pas seulement une référence. Si quelqu'un me dit « il pleut », je considère qu'il croit qu'il pleut, et je vérifie cela. Ainsi, la vérification suppose la médiation, psychologique, d'une croyance, qui ressemble fort à une signification distincte de la vérité (du référent). Aussi, Philippe Devaux note que dans cette période, s'introduit une distance nouvelle entre « signification » et « référent ». La signification tend à se confondre avec la croyance contenue dans l'assertion.
Tout en essayant de réduire les déictiques égocentrés (comme ceci, je, maintenant) à des énoncés objectifs, il montre également que les connecteurs logiques ont une expression psychologique chez l'être humain, et même chez l'animal. « Non » ne renvoie pas à l'expérience immédiate, il n'appartient pas au langage-objet de base, mais suppose un jugement sur une proposition de ce langage de base. C'est un chien. Non, ce n'est pas un chien. De même pour « oui, c'est bien un chien. » . Il note qu'il a observé qu'un pigeon, qui avait confondu une pigeonne avec sa compagne habituelle, sembla aussi embarrassé de sa méprise qu'un humain dans une situation analogue.
Pour autant, il démontre qu'il y a un sens à supposer qu'existent en dehors de notre perception et de notre conscience, des choses en soi, que les propositions indiquent, et non pas expriment. Sa démonstration est proche de la conception du symbolisme chez Wolff. Il est possible de poser que mon bureau existe quand personne ne le voit, même si je ne peux pas me représenter ce que c'est que cette existence en mon absence ; il en va de même des sensations que je n'éprouve pourtant pas, quand je dis : « tu as chaud ». 
Il faut cependant ne pas confondre sensation et connaissance ni même connaissance directe qui sont pour Russell— du moins à partir de 1921 et de son Analyse de l'esprit — bien distinctes : la sensation n'est qu'un moyen d'accéder à la connaissance. La connaissance elle-même n'est pas à entendre dans un sens absolu mais relatif au sujet et à l'ensemble des stimuli l'ayant affecté.
C'est ainsi que Russell est amené à opposer connaissance directe et connaissance par description, qui seraient d'un point de vue philosophique les deux types fondamentaux de connaissance.

#### Connaissance directe (knowledge by acquaintance)
Pour être pleinement justifié dans une croyance en la vérité d'une proposition, nous ne devons pas seulement connaître tel fait ou réalité qui donne sa vérité à la proposition, nous devons également avoir une connaissance directe de la relation de correspondance qui existe entre cette proposition et le fait désigné. Cela veut dire que la justification d'une croyance dépend simplement d'un fait : par exemple, « la neige est blanche ». Cette connaissance est directe et immédiate, elle n'est pas le fruit d'une inférence mais découle simplement d'une sensation.

#### Connaissance par description
En revanche, quand il n'y a pas une telle relation de connaissance, comme la connaissance de l'assassinat de César — que nous ne connaissons pas directement, Russell parle de connaissance par description. Dans ce cas, nous ne sommes pas entièrement justifiés dans notre croyance en la vérité d'une proposition.
À la suite de Hume, Russell souligne que la connaissance par induction ne peut être certaine — et parle à ce propos du « scandale de l'induction » — : les lois que nous admettons comme générales n'ont été vérifiées que pour un certain nombre, fût-il grand, de cas particuliers ; cet à-peu-près ne saurait satisfaire le mathématicien, pour qui cette croyance à l'induction découle de l'association et de l'habitude. Il admet ne pas avoir d'éléments pour résoudre logiquement ce problème, et constate seulement que la démarche inductive fonctionne, sans qu'on puisse expliquer pourquoi dans le cadre de la logique déductive, car toute explication du principe d'induction est une pétition de principe,.

## Russell libre-penseur et moraliste
En parallèle de son influence durable et profonde en philosophie analytique et en mathématiques, l'œuvre de Russell est sa vie durant traversée de réflexions et d'actions politiques et morales. Cette division a contribué à créer une double image de Russell, qu'il entretenait lui-même en considérant que ces contributions non-analytiques n'étaient pas philosophiques. Son élève Wittgenstein parlait de relier l'œuvre de Russell en deux couleurs, « en rouge, ceux qui traitent de logique mathématique — et ceux-là, tous les étudiants en philosophie devraient être obligés de les lire ; en bleu, ceux traitant de morale et de politique — et cette fois, personne ne devrait avoir le droit de les lire. »
Contrairement aux domaines de la logique et de la philosophie, il n'existe donc pas pour Russell de connaissances éthiques. S'il est possible de réfuter scientifiquement des valeurs morales reposant sur des erreurs manifestes, en revanche, parce que toute morale a en dernier lieu son critère dans le désir humain, il n'est pas possible de proposer un système de valeurs vraies. Pour Russell, on ne peut qu'exposer une conception de la morale, en espérant qu'elle soit partagée par d'autres personnes.

« Une philosophie qui ne cherche pas à imposer au monde sa conception du bien et du mal, non seulement a plus de chance d'atteindre la vérité, mais encore est à un niveau moral plus élevé qu'une philosophie qui, comme l'évolutionnisme et la plupart des systèmes traditionnels, chante sans cesse les louanges de l'univers et y cherche l'expression d'un idéal actuel. »

— B. Russell, Le Mysticisme et la Logique, traduction par Jean de Jenasce, Payot, 1922, p. 52.
Sa morale se résume à l'alliance de l'amour et du savoir : sans amour, le savoir est froid et injuste ; sans savoir, l'amour (ou la bonne volonté : le désir d'aider son prochain) est impuissant et peut même être néfaste.

### Morale
Russell a écrit sur la morale, l'amour, le mariage et la famille. Dans ses écrits, il prend position contre la morale victorienne, qui, selon lui, produit une curiosité sexuelle perverse du fait des interdits. En conséquence, il jugeait que l'on pouvait dire la vérité aux enfants à propos de la sexualité, car l'absence de mystère ne suscitera pas un intérêt disproportionné pour ces choses. Russell a également été l'un des premiers intellectuels à préconiser l'ouverture éducation sexuelle[pas clair] et l'accès généralisé à la contraception.
Dans Marriage and Morals (1929), Russell soutient que le mariage est une institution bonne, à condition d'être dissoluble dans certaines conditions : en particulier, si le maintien du couple se fait au détriment de l'intérêt des enfants. Comme le mariage n'est pas principalement fondé sur l'amour, mais a pour but de perpétuer l'espèce, et que, d'autre part, l'homme est naturellement polygame, Russell estime que l'adultère est inévitable et même nécessaire, et qu'il ne saurait être condamné en soi. Néanmoins, pour que des relations soient possibles en dehors du mariage, il faut que les conjoints respectent l'intérêt des enfants, et que la jalousie disparaisse de la nature humaine,. De plus, bien que Russell défende la pratique d'une sexualité sans tabou, cette pratique ne saurait pour lui avoir plus de valeur qu'un amour à la fois physique, émotionnel et intellectuel.
Cette attitude morale reflétait sa vie à l'époque : sa deuxième épouse, Dora, avait une liaison et allait bientôt tomber enceinte d'un autre homme, mais Russell tenait beaucoup à ce que leurs enfants, John et Kate, aient une vie de famille « normale ».
Ses points de vue, confondus par ses adversaires avec l'idée de sexualité libre, voire avec celles de lubricité et d'obscénité, lui ont coûté de vigoureuses dénonciations et des campagnes de diffamation aux États-Unis.
Russell fut également un partisan actif de l'Homosexual Law Reform Society, étant l'un des signataires de la lettre de 1958 de A. E. Dyson au Times appelant à un changement de la loi concernant les pratiques homosexuelles masculines, qui étaient partiellement légalisées en 1967, quand Russell était encore en vie.

### Éducation
L'éducation est pour Russell un sujet de préoccupation d'une certaine constance durant sa vie, tant en théorie qu'en pratique : il est père, professeur à l'université, directeur et enseignant de la Beacon Hill School avec son épouse. De nombreux écrits, réunis et traduits en 2019 dans les Écrits sur l'éducation précisent la nature, les fins, la place de la morale et de la sexualité telles qu'elles devraient être enseignées et reçues.
Ainsi, selon Russell, quatre vertus constituent la base d'une personnalité idéale. Elles ne sont cependant pas « universellement désirables » , dans la mesure où le poète — et Russell cite à cette occasion son poète d'enfance Percy Shelley — est aussi nécessaire que le scientifique. La première est la vitalité, caractéristique physiologique donnant la sensation d'être vivant, qui « augmente les plaisirs et diminue les peines » et « protège contre l'envie et la mélancolie ». La seconde vertu est le courage, c'est-à-dire l'équilibre entre l'insoumission aux peurs irrationnelles, et le contrôle des autres peurs rationnelles. La morale de son époque ne permet qu'aux classes aristocratiques masculines ce privilège : l’homme noble doit éviter la fuite, ne pas manifester la peur ; les autres sexes et catégories sociales sont dominés, et l'accès à une forme élevée du courage est plus difficile. La sensibilité est la troisième forme de vertu par laquelle Russell entend maîtriser le courage et la réaction émotive. Celle-ci devrait aussi bien prendre la forme de sympathie à l'égard d'autres êtres humains qu’à l'égard de « stimuli abstraits ». Il en découlerait des capacités d'observation esthétique et intellectuelle approfondies, qui amènent à la dernière faculté désirable : l'intelligence. Si la curiosité perd en intensité après l'enfance et au fil de l'adolescence, Russell estime qu'elle peut et doit gagner en qualité. Ainsi préconise-t-il une amélioration des acquisitions de savoirs, de l'habitude de l'observation et de la patience au travail.
Luttant contre la forme bridée de l'éducation sexuelle en Grande-Bretagne, portée et appuyée par l'omniprésence de la partialité religieuse, Russell insiste sur une liberté de savoir et de recul sur les enseignements que reçoivent les jeunes. Celle-ci permettrait de s'émanciper des formes morales institutionnalisées, de promouvoir l'intelligence ainsi que les autres vertus prônées par Russell. En particulier, le savoir n'est plus vu comme moyen mais comme fin. Dans le Savoir « inutile » (1958), Russell défend que l'apprentissage ne visant pas un objectif précis permet une meilleure contemplation intellectuelle et a fortiori pratique : il prend par exemple plus de plaisir à cueillir les pêches et abricots depuis qu'il a appris que ce sont les otages chinois du roi Kanishka qui l'[Lequel ?]introduisirent en Inde pour atteindre l'Empire romain au Ier siècle de notre ère. « Tout cela donne au fruit une saveur encore plus sucrée ».
C'est avec ces idées que Bertrand et Dora Russell fondent en 1927 la Beacon Hill School, une école ne reposant pas sur les principes des éducateurs « modernes ». Leurs enfants John et Kate y ont été scolarisés, accompagnés d'une vingtaine d'autres enfants. L'institution reste en activité jusqu'en 1943, interrompue par la guerre.

### Politique et «pacifisme»
L'engagement politique, du moins public, sinon intellectuel de Russell est précoce. Dès 1906, suivant l'exemple de sa mère qui fit campagne pour la National Union of Women's Suffrage Societies (NUWSS) et de son « parrain laïque » John Stuart Mill qui écrivit un pamphlet en faveur du droit de vote des femmes, Bertrand considère que les droits politiques des femmes importent autant que ceux des hommes. En mai 1907, il est proposé candidat pour la NUWSS aux élections partielles de Wimbledon et permet une grande exposition du mouvement des suffragistes,. Russell écrit aussi un pamphlet contre le Cat and Mouse Act en 1913, loi qui visait à affaiblir les moyens d'actions des suffragettes. Il prend cependant par la suite ses distances avec ce milieu militant, notamment envers Women's Social and Political Union, leur reprochant leur « bigoterie de petite secte religieuse ».
Russell s'oppose à la participation britannique à la Première Guerre mondiale, ce qui lui vaut la perte de son poste de professeur à l'université de Cambridge ainsi que six mois de prison pendant lesquels il achève l'écriture de son Introduction à la philosophie mathématique (1918). 
Peu avant la Seconde Guerre mondiale, Russell défend une politique de paix, ce qui l'amène à soutenir les propositions de désarmement du Royaume-Uni du parti travailliste britannique face à la menace hitlérienne. « La Grande-Bretagne devrait désarmer, écrit Russel en 1937, et, si les soldats de Hitler nous envahissaient, nous devrions les accueillir amicalement, comme des touristes ; ils perdraient ainsi leur raideur et pourraient trouver séduisant notre mode de vie. » (Cité par l'International Herald Tribune, 2 avril 1987, «Fifty years ago») 
Alors que de son côté l'Allemagne réarme et mène une politique de plus en plus agressive dans les années 1930, Russel continue de soutenir que le meilleur moyen d'éviter la guerre est de démanteler l'armée britannique. Si le Royaume Uni se désarmait, insiste-t-il, « alors nous ne menacerions plus personne, et personne n’aurait de motif pour nous déclarer la guerre. » (Cité par l'International Herald Tribune, 2 avril 1987, «Fifty years ago») 
Quelques années plus tard, il prend conscience de son erreur et change d'opinion, déclarant qu'Hitler devait être combattu. Il admet alors que la guerre peut représenter un moindre mal dans certaines circonstances, en particulier lorsque la civilisation est en danger.

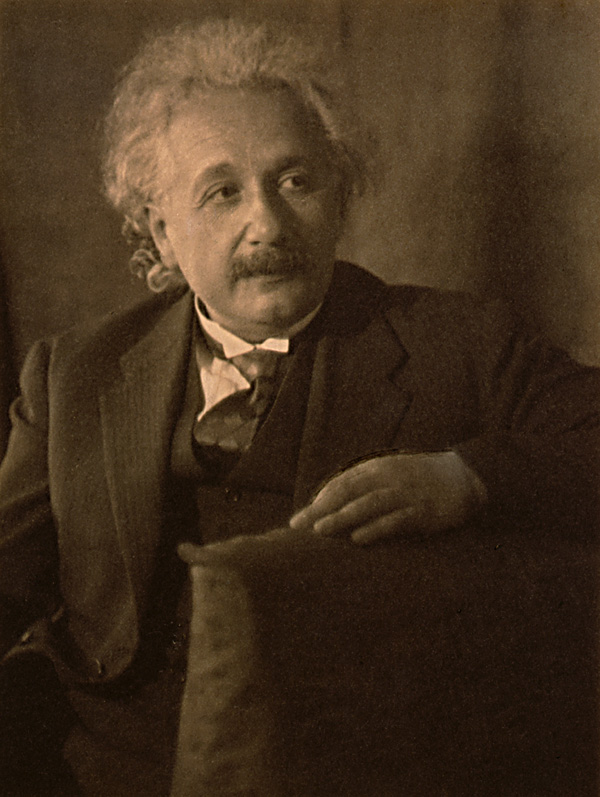
« Voici donc le problème que nous vous présentons, austère, épouvantable et inéluctable : Allons-nous mettre fin à la race humaine ? ou l'humanité renoncera-t-elle à la guerre ? »
— Bertrand Russell et Albert Einstein (photographiés en 1931).

Il prend position en faveur d'Albert Einstein lorsque ce dernier est violemment attaqué par les maccarthistes. Il écrit au New York Times, qui vient de fustiger Einstein dans un de ses éditoriaux : 

« Vous semblez affirmer qu'on doit toujours obéir à la loi, aussi mauvaise qu'elle soit. Je ne peux pas croire que vous ayez réalisé ce que cette position implique. Condamnez-vous les martyrs chrétiens qui refusèrent de se soumettre à l'empereur, ou encore John Brown ? Non, mieux, je pense que vous vouez aux gémonies George Washington et militez pour que votre pays refasse allégeance à sa gracieuse majesté Élisabeth II. En tant que loyal sujet britannique, je ne peux qu'approuver votre point de vue ; mais j'ai peur qu'il n'obtienne que peu d'écho chez vous. »

Pendant les années 1950, Russell s'est opposé aux armes nucléaires en signant un manifeste, connu comme le manifeste Russell-Einstein, en 1955 avec Albert Einstein, à l'initiative de Frédéric Joliot-Curie et avec Joseph Rotblat, et en animant des conférences. Cela lui valut d'être emprisonné en 1961, à l'âge de quatre-vingt-neuf ans. En 1958, il signe avec plus de 9 000 scientifiques une pétition présentée par Linus Pauling aux Nations unies et appelant à l'arrêt des essais nucléaires. Il se déclara « citoyen du monde ».
Une déclaration de solidarité avec les signataires du Manifeste des 121 titré « Déclaration sur le droit à l'insoumission dans la guerre d'Algérie » est approuvée en 1961 par des intellectuels et artistes européens et des USA, dont Bertrand Russell, Federico Fellini, Alberto Moravia, Norman Mailer, Seán O'Casey et Max Frisch, « parce que les opinions exprimées par les protagonistes de ce mouvement soulèvent des questions de principe universellement valables. »
Il milita aussi contre la guerre du Viêt Nam avec Jean-Paul Sartre en organisant un tribunal d'opinion jugeant les « crimes de guerre de l'armée américaine » (ce nom lui fut reproché, un tribunal devant en principe se poser comme neutre tant que l'instruction n'est pas achevée),.
Une citation attribuée à Russell, mais sans source fiable, est la suivante : « War does not determine who is right, only who is left. » Il y a un jeu de mots sur le double sens en anglais de left/right, que l'on pourrait rendre en français par : « La guerre ne sert qu'à savoir qui passe l'arme à gauche, pas qui est dans son droit », « La guerre ne détermine pas qui a raison, mais seulement qui il reste » ou encore « La guerre ne confirme rien mais infirme tout le monde ».
Un tribunal d'opinion, le tribunal Russell et une fondation, la fondation Bertrand Russell (Bertrand Russell Peace Fundation), prolongent ce combat pacifiste. 
Aussi, Russell a été l'une des premières personnalités à contester ouvertement et sérieusement la qualité, la fiabilité et la neutralité de la commission Warren, commission d'enquête officielle sur l'assassinat de John F. Kennedy. 

### Communisme, anarchisme et socialisme
Avant de devenir socialiste, Russell fut georgien, courant de pensée de la fin du XIXe siècle qui supporte l'abolition de la propriété privée et essaye de la rendre compatible avec une efficacité économique via, entre autres, un impôt unique sur la terre. Russell exprime plus tard son soutien au socialisme de guilde, et porte en haute estime les personnalités politiques Franklin Delano Roosevelt et Eduard Bernstein. À l'inverse, Russell ne croit pas qu'une société anarchiste soit « réalisable », mais que l'on « ne peut pas nier que Kropotkin présente une persuasion et un charme extraordinaires. »
Russell exprima beaucoup d'enthousiasme en l'« expérience communiste ». Cependant, lors d'une visite de l'Union soviétique et une rencontre de Vladimir Ilitch Lénine en 1920, il ne fut guère convaincu par le système en place. À son retour, il écrivit un texte critique, « La pratique et la théorie du bolchevisme », dans lequel il se décrit comme « infiniment malheureux dans cette atmosphère, étouffé par son utilitarisme, son indifférence à l'amour et à la beauté et aux pulsions de vie ». Il croyait alors encore que « le communisme est nécessaire au monde », mais considérait Lénine comme semblable à un religieux zélote, froid et ne possédant « aucun amour de la liberté ».
Russell se présente comme candidat aux élections générales de 1922 et 1923 pour le Parti travailliste dans la circonscription de Chelsea, mais seulement parce qu'il savait qu'il était extrêmement peu probable qu'il soit élu, et il ne l'a jamais été.
Il fut fortement opposé du régime stalinien, et fait référence au marxisme comme un « système de dogme ». Entre 1945 et 1947, il contribue avec A. J. Ayer et George Orwell à une série d'articles sur Polemic, un journal britannique éphémère de philosophie, psychologie et d'esthétique, édité par l'ex-communiste Humphrey Slater.
Russell est un fervent partisan de la démocratie et du gouvernement mondial, dont il plaide l'établissement dans certains des essais recueillis dans son Éloge de l'oisiveté (1935), et dans l'Homme survivra t-il ? (1961). Dans Le monde qui pourrait être : socialisme, anarchisme et anarcho-syndicalisme, il défend le principe d'une allocation universelle,.

### Religion
Bertrand Russell se déclarait philosophiquement agnostique et en pratique athée. Dans son discours Suis-je athée ou suis-je chrétien ? ([lire en ligne]) de 1949, Russell formule cette ambiguïté comme suit :
| « As a philosopher, if I were speaking to a purely philosophic audience I should say that I ought to describe myself as an Agnostic, because I do not think that there is a conclusive argument by which one can prove that there is not a God. On the other hand, if I am to convey the right impression to the ordinary man in the street I think that I ought to say that I am an Atheist, because, when I say that I cannot prove that there is not a God, I ought to add equally that I cannot prove that there are not the Homeric gods. » | « En tant que philosophe, si je parlais à un public purement philosophique, je devrais dire que je me décrirai comme agnostique, parce que je ne pense pas qu'il y ait un argument décisif par lequel on peut prouver l'inexistence de Dieu. En revanche, si je dois transmettre une bonne impression à l'homme ordinaire dans la rue, je pense que je devrais me dire athée. Car affirmant que je ne peux pas prouver qu'il n'y a pas un Dieu, je dois ajouter également que je ne peux pas prouver qu'il n'y a pas de dieux homériques. » |

Philosophiquement, il considérait le dieu chrétien comme les dieux grecs : il ne peut pas prouver leur inexistence mais il considère leur existence improbable. On lui doit notamment la théière de Russell.
Historiquement, il estime que la religion et les perspectives religieuses (il considère le communisme et autres formes d'idéologies systématiques comme des formes de religion) naît de la peur ; qu'elle est nourrie par l'ignorance et le sadisme ; et est responsable en grande partie de la guerre, de l'oppression et de la misère. La religion, obscurantiste par essence, est ainsi contraire à la civilisation, au bonheur de l'être humain et à la science. Il ne niait cependant pas que, ce qu'il appelait « l'émotion mystique », puisse « fournir un apport de très grande valeur » à l'individu tout en déclarant ne pas tenir pour « vraies » les assertions développées sur la nature de l'univers à partir de ces expériences. Son attitude vis-à-vis de l'émotion mystique était plus tolérante que pour les religions elles-mêmes : « Je ne nie pas la valeur des expériences qui ont donné naissance à la religion. Par suite de leur association à de fausses croyances, elles ont fait autant de mal que de bien ; libérées de cette association, on peut espérer que le bien seul restera. »
Bien qu'il ait plus tard remis en question l'existence de Dieu, il considérait l'argument ontologique comme correct au cours de ses années de premier cycle : 

« Pendant deux ou trois ans, je fus hégélien. Je me souviens précisément de l'instant où je le devins, au cours de ma quatrième année [en 1894] à Cambridge. J'étais sorti acheter une boîte de tabac, et je revenais par Trinity Lane, quand subitement je la lançai en l'air en m'écrivant : « Mais sacrebleu ! l'argument ontologique tient le coup ! » »

Cette citation fut utilisée par de nombreux théologiens au fil des ans, comme par Louis Pojman dans Philosophy of religion, qui souhaitaient que les lecteurs sachent que même un philosophe athée connu a soutenu cet argument particulier pour l'existence de Dieu. Cependant, ailleurs dans son autobiographie, Russell mentionne également que : 

« Environ deux ans plus tard, j'acquis la conviction qu'il n'y a pas de survie, mais je croyais toujours en Dieu parce qu'il me semblait impossible de réfuter l'argument cosmologique. À dix-huit ans cependant, je lus dans l'Autobiographie de Mill, que la question « Qui m'a créé ? » ne comporte pas de réponse. Cela m'a conduit à abandonner cet argument et, c'est ainsi que je devins athée. »

## Distinctions
En 1908, il est élu à la Royal Society. En 1949, il reçoit l'ordre du Mérite, et en 1950 le prix Nobel de littérature,.
L'astéroïde (13053) Bertrandrussell est nommé en son honneur.

## Œuvres
Russell est l'auteur de plus de soixante livres et deux mille articles. Il a de plus écrit de nombreux pamphlets, préfaces et lettres. L'ensemble de ses écrits est rassemblé dans les Collected Papers of Bertrand Russell dont l'Université McMaster a débuté la publication en 1968. En novembre 2022, une vingtaine sur trente-quatre volumes sont publiés. De plus, une bibliographie en trois volumes catalogue l'ensemble de ses publications. The Russell Archives, tenues par le département des archives de l'Université McMaster, possèdent plus de 40 000 lettres de Bertrand Russell.
Son œuvre est récompensée prix Nobel de littérature en 1950, « en reconnaissance des divers écrits, toujours de premier plan, qui le posent en champion des idéaux humanistes et de la liberté de pensée ».